# František Ventura
František Ventura (27. října 1895, Cerekvice nad Loučnou – 2. prosince 1969, Praha) byl český a československý jezdec na koni.

## Život
Během první světové války sloužil jako hulánský důstojník, po válce absolvoval jezdeckou školu v Saumuru. Poté se věnoval výchově mladé generace jezdců a také sportovní kariéře. Patřil do silné generace armádních jezdců s Rudolfem Poplerem a dalšími. V rámci studií se ještě věnoval i dostihům, ale od vítězství ve Velké ceně v pražské Chuchli v roce 1922 se soustředil na parkur. Uspěl v mnoha mezinárodních závodech v zahraničí (Vídeň, Berlín, Varšava, Nice, Řím).
Na Letních olympijských hrách v roce 1928 vyhrál se svým koněm Eliotem parkur. Při olympijské soutěži se jim jako jediným podařilo bezchybně zdolat obávanou 1,6 m vysokou a 2 m širokou překážku – velký oxer. Všechna kola parkuru dokončili bez jediného trestného bodu a porazili tak Francouze Pierra Bertrana de Balanda a Švýcara Charlese-Gustava Kuhna.
Tento výkon dodnes dokázali na olympijských hrách napodobit jen dva jezdci; Němci Alwin Schockemöhle s hnědákem Warwick Rex na olympiádě v Montrealu 1976 a Ludger Beerbaum s hnědákem Classic Touch v Barceloně 1992.
Ještě před olympijskými hrami s Eliotem vytvořili i český rekord ve skoku mohutnosti 183 cm. Eliot byl za druhé světové války okupanty utracen.
Ventura ukončil sportovní jezdeckou kariéru v roce 1930 po úrazu na závodech v Nice, tehdy v hodnosti štábního kapitána, ale v roce 1936 se znovu zúčastnil olympijských her, tentokrát jako rozhodčí na hrách v Berlíně.
Po mnichovském diktátu a znovu po nástupu komunistického režimu byl Ventura penzionován, končil s hodností plukovníka. Po nuceném odchodu z armády těžko hledal místo, vystřídal řadu ne vždy důstojných zaměstnání.
Zemřel v roce 1969.

## Památka
Jeho jezdecký portrét vytvořil v roce 1930 František Zuska. V roce 2009 byla na jeho rodném domě v Cerekvici nad Loučnou odkryta pamětní deska, v Pardubicích je po něm pojmenována ulice na sídlišti u Svítkova.
V roce 1965 vyšla československá poštovní známka k připomínce Venturova olympijského vítězství. Na známce je silueta jezdce na koni, v pozadí zlatá medaile a na boku Venturovo jméno.
V září 2009 proběhl na Pardubickém dostihovém závodišti exhibiční závod kombinující jezdecký parkur a překážkové dostihy, v němž postavy Ventury a Poplera ztvárnili jezdec-olympionik Jaroslav Hatla a několikanásobný vítěz Velké pardubické Josef Váňa.